# Gran Premi d'Alemanya del 1968
Resultats del Gran Premi d'Alemanya de Fórmula 1 de la temporada 1968, disputat al circuit de Nürburgring el 4 d'agost del 1968.

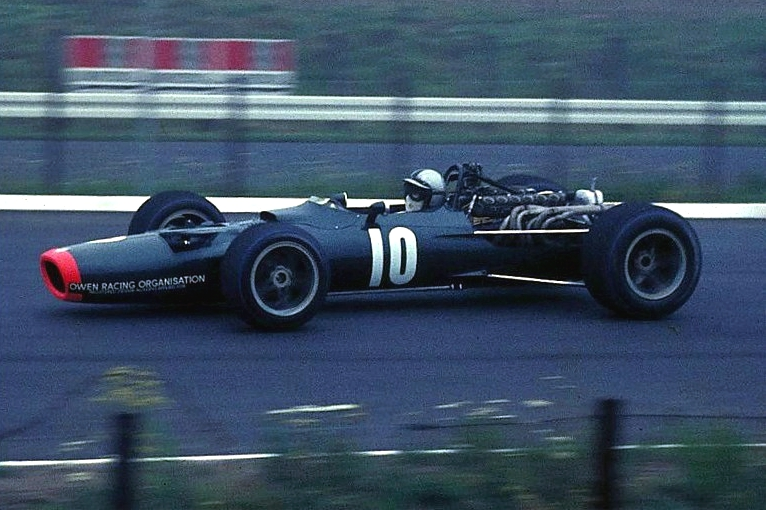
Pedro Rodriguez amb un BRM al GP d'Alemanya'68.

## Resultats
| Pos | No | Pilot                | Equip           | Voltes | Temps/ Retirada       | Pos. de sortida | Punts |
| --- | -- | -------------------- | --------------- | ------ | --------------------- | --------------- | ----- |
| 1   | 6  | Jackie Stewart       | Matra - Ford    | 14     | 2h 19' 03. 2          | 6               | 9     |
| 2   | 3  | Graham Hill          | Lotus - Ford    | 14     | + 4' 03.2 min.        | 4               | 6     |
| 3   | 5  | Jochen Rindt         | Brabham - Repco | 14     | + 4' 09.4 min.        | 3               | 4     |
| 4   | 9  | Jacky Ickx           | Ferrari         | 14     | + 5' 55.2 min.        | 1               | 3     |
| 5   | 4  | Jack Brabham         | Brabham - Repco | 14     | + 6' 21.1 min.        | 15              | 2     |
| 6   | 10 | Pedro Rodríguez      | BRM             | 14     | + 6' 25.0 min.        | 14              | 1     |
| 7   | 1  | Denny Hulme          | McLaren - Ford  | 14     | + 6' 31.0 min.        | 11              |       |
| 8   | 22 | Piers Courage        | BRM             | 14     | + 7' 56.4 min.        | 8               |       |
| 9   | 14 | Dan Gurney           | Eagle - Weslake | 14     | + 8' 13.7 min.        | 10              |       |
| 10  | 18 | Hubert Hahne         | Lola - BMW      | 14     | + 10' 11.4 min.       | 18              |       |
| 11  | 21 | Jackie Oliver        | Lotus - Ford    | 13     | + 1 Volta             | 13              |       |
| 12  | 17 | Kurt Ahrens          | Brabham - Repco | 13     | + 1 Volta             | 17              |       |
| 13  | 2  | Bruce McLaren        | McLaren - Ford  | 13     | + 1 Volta             | 16              |       |
| 14  | 11 | Richard Attwood      | BRM             | 13     | + 1 Volta             | 20              |       |
| Ret | 8  | Chris Amon           | Ferrari         | 11     | Accident              | 2               |       |
| Ret | 12 | Jean Pierre Beltoise | Matra           | 8      | Accident              | 12              |       |
| Ret | 16 | Jo Siffert           | Lotus - Ford    | 6      | Encesa                | 9               |       |
| Ret | 19 | Lucien Bianchi       | Cooper - BRM    | 6      | Pèrdua de combustible | 19              |       |
| Ret | 7  | John Surtees         | Honda           | 3      | Encesa                | 7               |       |
| Ret | 20 | Vic Elford           | Cooper - BRM    | 0      | Accident              | 5               |       |

## Altres
- Pole: Jacky Ickx 9' 04. 0
- Volta ràpida: Jackie Stewart 9' 36. 0 (a la volta 8)